# 普圖馬約縣
普圖馬約縣（西班牙語：Cantón Putumayo），是厄瓜多爾的縣份，位於該國東北部，由蘇昆比奧斯省負責管轄，面積3,559平方公里，2001年人口6,171，人口密度每平方公里1.73人。